# لارس اولسن
لارس اولسن (انگلیسی: Lars Olsen؛ زادهٔ ۲ فوریهٔ ۱۹۶۱) بازیکن فوتبال اهل دانمارک است.
از باشگاه‌هایی که در آن بازی کرده‌است می‌توان به باشگاه فوتبال بازل، باشگاه فوتبال ترابزون‌اسپور، باشگاه فوتبال بروندبی، اشاره کرد.
وی همچنین در تیم‌های ملی فوتبال Denmark U17 و Denmark U19 و Denmark U21 و دانمارک بازی کرده‌است.